# Генріх Буллінгер
Генріх Буллінгер (нім. Heinrich Bullinger; 18 липня 1504, Бремгартен —  17 вересня 1575, Цюрих) — швейцарський реформатор, друг і послідовник Ульріха Цвінглі, його наступник у Цюриху.